# لرد (گروه موسیقی)
لرد (انگلیسی: Lord) یک گروه موسیقی هوی متال از ولونگونگ، استرالیا است. این گروه در سال ۲۰۰۳ میلادی تشکیل شد و در سال ۲۰۰۵ به یک گروه کامل گسترش یافت.